# Fanny Gautier
 (avril 2025).
Si vous disposez d'ouvrages ou d'articles de référence ou si vous connaissez des sites web de qualité traitant du thème abordé ici, merci de compléter l'article en donnant les références utiles à sa vérifiabilité et en les liant à la section « Notes et références ».
En pratique : Quelles sources sont attendues ? Comment ajouter mes sources ?
Pour les articles homonymes, voir Gautier.
Fanny Solórzano Gautier, née le 21 novembre 1970 à Madrid, est une actrice et danseuse espagnole.

## Biographie
Elle est célèbre pour avoir joué le rôle d'Alicia Jáuregui dans la série télévisée espagnole Un, dos, tres, elle joue également dans la série Genesis : L'Origine du crime et dans des films comme Ouvre les yeux ou Elsa y Fred.
Elle a étudié la danse classique à l'école Victor Ullate et la danse contemporaine à l'école Farah Loudhaïef.
Elle a joué dans des séries comme Antivico, mais aussi au théâtre dans L'intervention et Asumpta et Felix sont dans un bateau. Au cinéma, on a pu l'apercevoir dans trois films The pan's return, Les années Decibels et Las mujeres de mi vida. 
Elle a été présentatrice de Canal Estilo, sur Canal Style.
Née d'un père espagnol et d'une mère française, elle est mère de jumeaux nés en 2005.
En 2015, elle revient sur le petit écran dans la série Le Ministère du temps où elle retrouve Natalia Millán de Un dos tres. La fiction est inédite en France.

## Filmographie

### Cinéma
- 1997 : Ouvre les yeux de Alejandro Amenábar : Secrétaire.
- 1998 : La Femme du cosmonaute de Jacques Monnet : P. Ferel.
- 1998 : Grandes ocasiones
- 2001 : Amor, curiosidad, prozak y dudas
- 2002 : Mi casa es tu casa
- 2005 : Elsa y Fred
- 2005 : Al filo de la ley
- 2007 : La sucette

### Télévision

#### Séries télévisées
- 2002-2006 : Un, dos, tres : Alicia Jaureguí
- 2009 : 90-60-90, diario secreto de una adolescente
- 2021 :  3 Caminos : Sofie
- 2025 : Olympo : Yolanda (Netflix)

## Doublage
Note : Sauf précisions, il s'agit ici de doublage en version française.
- 2024 : CTRL (en) : Shonali (Kamakshi Bhat)
- 2025 : Baby Bluff (en) : ? (?)
- 2025 : My Oxford Year : ? (?)